# Escut de Cervelló
L'escut oficial de Cervelló té el blasonament següent.
Escut caironat: d'or, un cérvol d'atzur. Per timbre una corona de baró.

## Història
Va ser aprovat el 22 de novembre de 1984 i publicat al DOGC l'11 de gener de l'any següent amb el número 502.
El cérvol d'atzur sobre camper d'or són les armes parlants dels barons de Cervelló.